# Cirolana vicina
Cirolana vicina là một loài chân đều trong họ Cirolanidae. Loài này được Barnard miêu tả khoa học năm 1914.